# 马庙水库 (纳溪)
马庙水库是中国四川省泸州市纳溪区境内的一座水库，位于长上干野鹿溪上，建于1977年。水库正常库容为1040万立方米，集雨面积为26平方千米，海拔为441.5米。